# Liste der Bodendenkmale in Bülstedt
In der Liste der Bodendenkmale in Bülstedt sind alle Bodendenkmale der niedersächsischen Gemeinde Bülstedt aufgelistet. Die Quelle ist der Denkmalatlas Niedersachsen. 
Der Stand der Liste ist der 2. Dezember 2024.
Allgemein

Bülstedt im Landkreis Rotenburg (Wümme)

In den Spalten finden sich folgende Informationen des Bodendenkmales:
Lagegeographische Koordinaten
BezeichnungBezeichnung lt. Denkmalatlas
BeschreibungBeschreibung lt. Denkmalatlas
IDObjekt-ID
BildBild, ggf. zusätzlich mit Link zu weiteren Fotos im Medienarchiv Wikimedia Commons.

## Bülstedt
| Lage                       | Bezeichnung            | Beschreibung                                                                    | ID       | Bild |
| -------------------------- | ---------------------- | ------------------------------------------------------------------------------- | -------- | ---- |
| 53° 11′ 57″ N, 9° 7′ 41″ O | Bülstedt 9, Grabhügel  | L. 13 m, Br. 4 – 5 m. Östliches, halbmondförmiges Peripheriefragment vorhanden. | 28973619 | BW   |
| 53° 11′ 54″ N, 9° 7′ 47″ O | Bülstedt 13, Grabhügel | Durchmesser ca. 15 m und Höhe ca. 1,5 m. Kreisrunde Form, deutlich abgesetzt.   | 28973620 | BW   |
| 53° 11′ 51″ N, 9° 7′ 59″ O | Bülstedt 18, Grabhügel | Durchmesser ca. 13 m und Höhe ca. 0,6 m. Nur sehr schwach abgesetzt. Verlaufen. | 28974384 | BW   |

### Bülstedt 19
- ID:28974385
- Gruppe von drei Grabhügeln; Dm. 10 – 15 m, H. 0,7 – 1,2 m.

| Lage                       | Bezeichnung | Beschreibung                                                                          | ID       | Bild |
| -------------------------- | ----------- | ------------------------------------------------------------------------------------- | -------- | ---- |
| 53° 11′ 44″ N, 9° 7′ 42″ O | Bülstedt 19 | Durchmesser ca. 15 m und Höhe ca. 1,5 m. Kreisrund, deutlich abgesetzt.               | 28974386 | BW   |
| 53° 11′ 43″ N, 9° 7′ 41″ O | Bülstedt 20 | Durchmesser ca. 15 m und Höhe ca. 0,7 m.                                              | 28973867 | BW   |
| 53° 11′ 44″ N, 9° 7′ 42″ O | Bülstedt 21 | Durchmesser ca. 10 – 12 m und Höhe ca. 1 m. Kreisrunde Grundform, deutlich abgesetzt. | 28973871 | BW   |

### Bülstedt 25
- ID:28974102
- Grabhügelfeld

| Lage                       | Bezeichnung | Beschreibung | ID       | Bild |
| -------------------------- | ----------- | --- | -------- | ---- |
| 53° 11′ 36″ N, 9° 8′ 4″ O  | Bülstedt 25 | Größe: 10 × 7 m (NO-SW); H. bis 0,8 m. | 28974094 | BW   |
| 53° 11′ 22″ N, 9° 7′ 48″ O | Bülstedt 41 | Deutlich abgesetzte, ehemals kreisrunde Grundform. Durch Fahrspuren infolge Ackerbau randlich stark eingegrenzt. Höhe ca. 1,50 m. Durch Abpflügen in W-O-Richtung maximal 8 m, in N-S-Richtung maximal 11 m, an SW-Flanke durch Pflügen Steine freiliegend. | 28973958 | BW   |
| 53° 11′ 14″ N, 9° 7′ 33″ O | Bülstedt 43 | Durchmesser ca. 12 m und Höhe ca. 1 m. Kreisrunde Grundform, deutlich abgesetzt. | 28974093 | BW   |
| 53° 11′ 35″ N, 9° 8′ 13″ O | Bülstedt 68 | Dm. 12 × 15 m (NO-SW); H. 1,2 m. Rechteckige Grundform. | 28973962 | BW   |

## Steinfeld
| Lage                        | Bezeichnung                 | Beschreibung | ID       | Bild           |
| --------------------------- | --------------------------- | --- | -------- | -------------- |
| 53° 13′ 51″ N, 9° 12′ 47″ O | Steinfeld 3, Grabhügel      | Durchmesser ca. 12,8 m und Höhe ca. 0,5 m. Stark gestörter Hügelrest. | 28968772 | BW             |
| 53° 13′ 52″ N, 9° 12′ 41″ O | Steinfeld 5, Grabhügel      | Stark beschädigter Grabhügel, Dm. ca. 16 m, H. ca. 1 m. Aufgrund der vielen Störungen und Abgrabungen sind der ursprüngliche Durchmesser und die Höhe schwer abzuschätzen, Oberfläche und Rand unregelmäßig. Zahlreiche alte Eingrabungen, darunter in der Mitte eine grabenartige Eintiefung von Nord nach Süd. Ost-Rand scharfkantig abgegraben, der Südwest-Rand alt abgetragen. Dort viele Findlinge und Feldsteine abgelagert. Auf der Südseite ein Hinweisschild.                                                                                               | 28974745 | BW             |
| 53° 13′ 42″ N, 9° 12′ 40″ O | Steinfeld 9, Großsteingrab  | Die Anlage wurde 1983/84 restauriert. Die Kammer ist von Ostnordost nach Westsüdwest ausgerichtet und in den Erdhügel eingetieft. Alle 8 Träger der Langseiten sowie 2 Schlusssteine sind vorhanden. 2 Decksteine liegen auf, ein weiterer ostnordöstlich der Kammer. Eingang im Südsüdosten, 2 Gangsteine sowie Schwellensteine markieren ihn. Den Findlingskranz um den Erdhügel bilden 20 Findlinge, die Zwischenräume wurden mit Zwickelmauerwerk ausgefüllt. | 28968887 | Weitere Bilder |
| 53° 13′ 12″ N, 9° 12′ 46″ O | Steinfeld 14, Großsteingrab | Das Großsteingrab aus der Trichterbecherkultur wurde 1986/87 vom Kreisarchäologen restauriert. An westlicher und östlicher Seite sind jeweils 3 Träger vorhanden, zwischen dem ersten und zweiten Träger der östlichen Seite eine größere Lücke. An beiden Enden sind Abschlusssteine vorhanden, ferner liegen der südliche und der mittlere Deckstein auf. Ein weiterer Findling – der dritte Deckstein? – liegt wenig nördlich der Kammer. Im Bereich des Zuganges an der Ostseite sind Schwellensteine vorhanden, Gangsteine fehlen. Zwickelmauerwerk ist ergänzt. | 28968886 | Weitere Bilder |
| 53° 13′ 2″ N, 9° 11′ 32″ O  | Steinfeld 16, Grabhügel     | L. 18,5 m; Br. 13 m; H. bis 0,7 m. Oval. Stark gestört. | 28974747 | BW             |